# Энтолома лесная
Энтолома лесная, садовая, или щитовидная (лат. Entoloma clypeatum) — вид грибов семейства Энтоломовые (Entolomataceae).
Синонимы:
- Agaricus clypeatus L., 1753basionym
- Hyporrhodius clypeatus (L.) J. Schröt., 1889
- Rhodophyllus clypeatus (L.) Quél., 1886

## Описание
- Шляпка 2—12 см в диаметре, в молодом возрасте конической или выпуклой формы, затем становится плоско-выпуклой, с широким бугорком в центре и с возрастом растрескивающимся краем, гигрофанная, окрашена в тёмно-коричневые, серо-коричневые или красно-коричневые тона, иногда с оливковым или желтоватым оттенком, реже светло-серая.
- Мякоть белого цвета с мучнистым запахом и неприятным, также мучнистым вкусом.
- Гименофор пластинчатый, пластинки довольно частые, приросшие к ножке, у молодых грибов белого или сероватого цвета, с возрастом становятся серо-розовыми или буро-розовыми.
- Ножка 4—9 см длиной и 0,5—2 см толщиной, белого цвета, иногда с сероватым или коричневатым оттенком. Кольцо отсутствует.
- Споровый порошок розового цвета. Споры 8—12×7—10 мкм, угловатые. Базидии четырёхспоровые, 25—55×10—20 мкм. Цистиды отсутствуют. Пилеипеллис — иксокутис, состоящий из цилиндрических, реже булавовидных гиф до 7 мкм толщиной.
- Энтолома лесная различными авторами причисляется к съедобным, несъедобным[1] и даже ядовитым видам. Многие близкородственные виды ядовиты.

## Ареал и экология
Встречается обычно небольшими группами или «ведьмиными кольцами», в лесах, садах и парках, обычно под розоцветными. Широко распространена в Европе и Америке.